# 荆州俊
荆州俊（1564年—？年），字章甫，號顯吾，山西平阳府蒲州猗氏县人，明朝政治人物。同進士出身。

## 生平
萬曆七年（1579年）己卯科山西鄉試第三名举人，二十岁登萬曆十一年（1583年）癸未科进士，兵部觀政，任长安知县，十六年三月因廉平晋升江西道御史，十九年巡按蘇松，二月升任山东左参议，十二月被调职，谢病而歸。
不久，边陲告急，起用辽左监兵道，改陕西宁夏临巩副使，抵禦作戰，并屢立戰功。二十年十一月俊以原官管理河东兵粮道。二十六年八月起复补原职，二十七年七月调四川副使，二十八年加右参政兼佥事，三十一年三月升湖广按察使，升任陕西右布政，三十三年十二月以阅视加恩升左布政使，食正二品俸，丁忧归。三十八年闰三月复除原官兼副使，庄浪监军，仍支正二品禄，养病未上任。四十一年（1613年）起陞甘肃巡抚、右佥都御史，四十三年二月拜刑部右侍郎，四十四年十一月允在籍养病，不久病卒，谥贞襄。

## 家族
曾祖荆寰。祖荆琨，教授，封参政。父荆来贡，封参政。母张氏，继母孔氏，赠太淑人。弟荆州傑（儒官）、荆州儒、荆州佐、荆州任（崇祯十二年举人）、荆州儀、荆州偀，俱生员。